# Telstar (sång)
Telstar är en instrumental poplåt komponerad av musikern och producenten Joe Meek. Låten skrevs för den brittiska instrumentalgruppen The Tornados, vilken utgav den som vinylsingel i augusti 1962 på skivbolaget Decca Records. Den är döpt efter den då nyligen uppskjutna kommunikationssatelliten Telstar.
Telstar blev en av 1960-talets mest välkända instrumentallåtar. Den toppade singellistorna i både USA och Storbritannien. Låten innehåller mycket ljudeffekter åstadkomna med hjälp av en clavioline.
Låten anklagades av den franske kompositören Jean Ledrut för att vara ett plagaiat av hans filmmusikstycke "La Marche d'Austerlitz" till filmen Austerlitz från 1960. Meek blev sedan stämd och fick inga intäkter från låten under sin livstid.

## Listplaceringar
| Lista (1962)   | Position              |
| -------------- | --------------------- |
| Finland        | 15                    |
| Frankrike      | 4 (SNEP)              |
| Irland         | 1                     |
| Nederländerna  | 3                     |
| Norge          | 3 (VG-lista)          |
| Storbritannien | 1                     |
| Sverige        | 2 (Kvällstoppen)      |
| Sverige        | 3 (Tio i topp)        |
| USA            | 1 (Billboard Hot 100) |
| Västtyskland   | 6                     |